# Évariste Kimba
Évariste Kimba Mutombo (ur. 1926, zm. 1966) – kongijski (zairski) polityk.
Był działaczem partii CONAKAT i współpracownikiem Moïse Tshombego, w którego rządzie sprawował urząd od 1960 do 1963 ministra spraw zagranicznych Katangi. Od października do listopada 1965 pełnił funkcję premiera Demokratycznej Republiki Konga. Został obalony wskutek przewrotu wojskowego, a w uroczystość Zesłania Ducha Świętego w 1966 schwytano go w zasadzce razem z trzema ministrami swego rządu przez Mobutu. Cała czwórka została postawiona przed nadzwyczajnym trybunałem wojskowym, który w trwającym półtorej godziny procesie skazała ich na śmierć pod zarzutem zorganizowania spisku antyrządowego. Kimba i jego trzej ministrowie po odmówieniu ostatnich modlitw zostali w kominiarkach powieszeni na oczach 300 000 ludzi.